# Sorex alaskanus
Sorex alaskanus — вид роду мідиць (Sorex) родини мідицевих.

## Поширення
Країни поширення: США (Аляска). Вид відомий тільки з типової місцевості і з пари місць поблизу, на основі зразків, зібраних в 1899 і 1970 рр.. Цей вид є водним, імовірні середовища проживання включають вологі площі, болота і струмки.

## Звички
Може плавати під водою, а повітря, що знаходиться в хутрі допомагає випливати назад на поверхню. Харчується водними німфами і наземних безхребетними.

## Загрози та охорона
Загрози не відомі. Частина ареалу виду знаходиться в англ. Glacier Bay National Park.